# Diamond Mall
O Diamond Mall, estilizado como DiamondMall, é um shopping center da cidade de Belo Horizonte, de propriedade da Multiplan, inaugurado em 1996. Localiza-se na Avenida Olegário Maciel, no bairro de Lourdes, ao lado da sede social do Clube Atlético Mineiro.

## Características e histórico
Ocupa um quarteirão inteiro na região central de Belo Horizonte (21.386 m² de área bruta locável em terreno de 14.400 m²), contendo em seu interior 268 lojas, e ainda seis salas de cinema e estacionamento.
O terreno do shopping foi construído na área do Estádio Presidente Antônio Carlos, antigo campo do Clube Atlético Mineiro entre 1929 e 1969, e foi arrendado mediante contrato e acordo comercial firmados em 28 de julho de 1992 junto do consórcio MTS/IBR.
O shopping chegou a constar como a segunda maior fonte de receitas para o Atlético em 2006, e, segundo o contrato de arrendamento, a edificação pertencerá totalmente ao clube depois de 30 anos a contar da inauguração (em 2026). O acordo foi renovado em 2009 e passou a render ao clube 450 mil reais por mês (15%). O Diamond Mall foi avaliado em mais de 1 bilhão de reais em 2015.
Em setembro de 2017 a Multiplan adquiriu 50.1% do Diamond Mall, e alterou o contrato de arrendamento, que passou a valer até 2030, e após o fim do contrato, os valores de arrendamento serão renegociados.
Porém, em maio de 2023 o Fundo de Investimento Pedra Negra confirmou oficialmente a venda do restante da parte do shopping que pertencia ao clube, que passaria a ser totalmente da Multiplan.